# Amelia Pontremoli
Amelia Pontremoli (Padova, 20 giugno 1894 – Auschwitz, 23 maggio 1944) è stata una vittima italiana della Shoah.

## Biografia
Amelia Pontremoli è nata a Padova da Enrico Pontremoli, importante assicuratore italiano, e da Ada Luzzatti (nata nel 1865 e morta nel 1940) figlia del ministro e banchiere Luigi Luzzatti. Da parte paterna è cugina del fisico Aldo Pontremoli, Mario Pontremoli e Jules Moch. Da parte materna invece discende da Samuele Della Vida, uno dei fondatori delle Assicurazioni Generali.
Il 3 aprile 1944 in Firenze nell'ospedale di San Salvi, ove si trovava per delle cure, fu bloccata ed arrestata da dei poliziotti tedeschi nonostante  il disaccordo dei medici che ritenevano le sue condizioni gravissime. Fu quindi trasportata in seguito presso il campo di Fossoli in camion. Qui fu destinata al convoglio numero 10 che partì per il campo di sterminio di Auschwitz il 16 maggio 1944. Arrivò ad Auschwitz il 23 maggio 1944. Il fratello Pio Umberto Pontremoli si salvò insieme alla sua famiglia rifugiandosi in un paese nelle Marche.